# Конека (округ, Алабама)
Шаблон:StateAbbr_ 31°25′32″ пн. ш. 86°59′38″ зх. д. / 31.425555555556° пн. ш. 86.993888888889° зх. д.
 Конека (англ. Conecuh County) — округ (графство) у штаті Алабама. Ідентифікатор округу 01035.

## Історія
Округ утворений 1818 року.

## Демографія
За даними перепису 2000 року
загальне населення округу становило 14089 осіб, усе сільське.
Серед мешканців округу чоловіків було 6667, а жінок — 7422. В окрузі було 5792 домогосподарства, 3941 родин, які мешкали в 7265 будинках.
Середній розмір родини становив 3,01.
Віковий розподіл населення поданий у таблиці:
| Стать    | До 15 років | 15-21 | 22-29 | 30-39 | 40-49 | 50-65 | 65-85 | Понад 85 |
| -------- | ----------- | ----- | ----- | ----- | ----- | ----- | ----- | -------- |
| Чоловіки | 1542        | 704   | 593   | 838   | 914   | 1178  | 817   | 81       |
| Жінки    | 1450        | 667   | 665   | 983   | 1085  | 1247  | 1113  | 212      |

На 1 квітня 2010 року населення округу становило 13 228 осіб. Населення за 10 років зменшилося на 6 %.

## Суміжні округи
- Батлер — північний схід
- Ковінгтон — південний схід
- Ескамбія — південь
- Монро — північний захід

## Виноски
1. ↑  U.S. Decennial Census. United States Census Bureau. Архів оригіналу за 26 квітня 2015. Процитовано 22 серпня 2015.
2. ↑  Historical Census Browser. University of Virginia Library. Архів оригіналу за 11 серпня 2012. Процитовано 22 серпня 2015.
3. ↑  Forstall, Richard L., ред. (24 березня 1995). Population of Counties by Decennial Census: 1900 to 1990. United States Census Bureau. Архів оригіналу за 24 вересня 2015. Процитовано 22 серпня 2015.
4. ↑  Census 2000 PHC-T-4. Ranking Tables for Counties: 1990 and 2000 (PDF). United States Census Bureau. 2 квітня 2001. Архів оригіналу (PDF) за 18 грудня 2014. Процитовано 22 серпня 2015.
5. ↑  State & County QuickFacts. United States Census Bureau. Архів оригіналу за 17 травня 2014. Процитовано 16 травня 2014.(англ.) Наведено за англійською вікіпедією.
6. ↑  American FactFinder. Бюро перепису населення США. Архів оригіналу за 29 липня 2011. Процитовано 31 січня 2008.
7. ↑  Конека на сайті «Open-Public-Records». Архів оригіналу за 31 січня 2012. Процитовано 22 квітня 2012. Конека на сайті «Open-Public-Records» (англ.)

| США | Це незавершена стаття з географії США. Ви можете допомогти проєкту, виправивши або дописавши її. |